# خمر العقبة

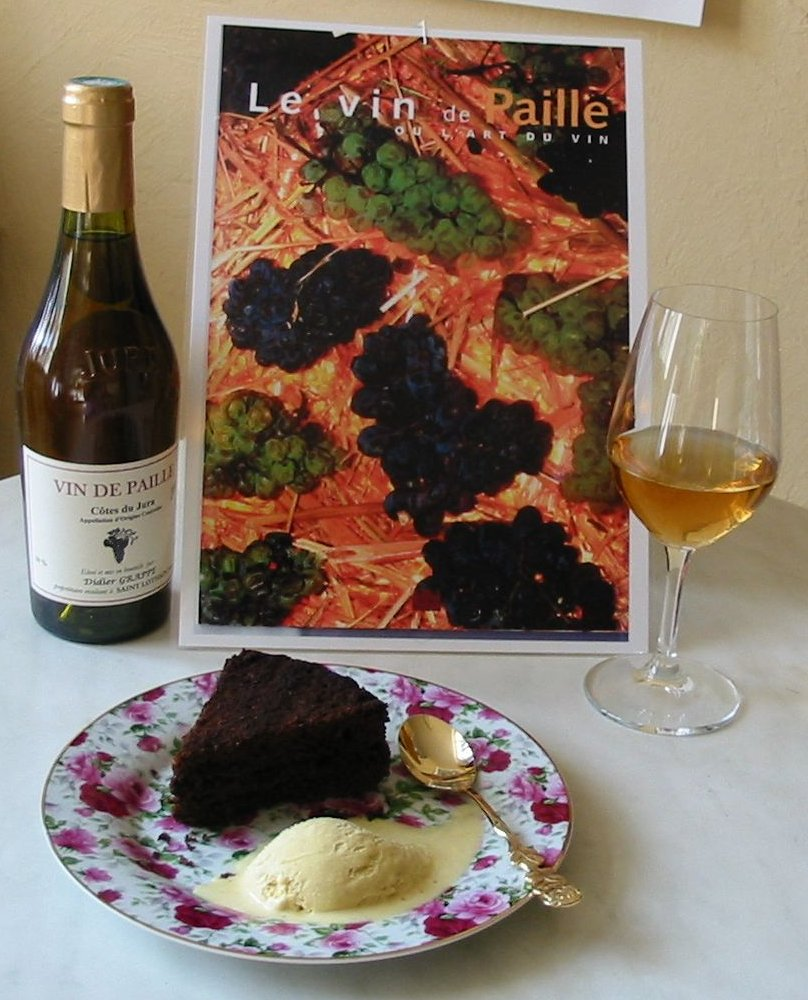

خمر العُقبة أو نبيذ التحلية هو نبيذ حلو يقدم عادةً مع العُقبة.